# Idsinghpolder
De Idsinghpolder is een voormalig waterschap in de Nederlandse provincie Groningen.
Van dit poldertje is weinig meer bekend dan dat het genoemd wordt in het archief van het waterschap Westerkwartier en dat het bij Niebert bij de Korte en Lange Niebertertocht lag.
Waterstaatkundig gezien ligt het gebied sinds 1995 binnen dat van het waterschap Noorderzijlvest.